# Irrlicht Engine
Irrlicht is net als Crystal Space een framework om 3D-spellen en -applicaties te schrijven. Hoewel vaak wordt opgemerkt dat de Irrlicht-engine niet echt uitblinkt als het om functies gaat, de actieve en gebruikersvriendelijke community zorgt er toch voor dat dit een ontzettend populaire 3D-engine is.
Irrlicht is opensource, dat betekent dat de broncode van de 3D-engine gratis te downloaden is. Irrlicht draait op vrijwel alle besturingssystemen, zo worden onder andere Microsoft Windows, Linux en MacOS ondersteund. Van oorsprong is Irrlicht geschreven in C++, maar een .NET-wrapper maakt het mogelijk Irrlicht vanuit C#, VB.NET of een andere .NET-taal aan te spreken. Sinds 4 november 2006 is het mogelijk de Irrlicht engine vanuit Java te gebruiken, door middel van jirr, een Java-binding voor Irrlicht.

## Specificaties
- Keuze tussen verschillende 3D-renderers, onder andere OpenGL, DirectX en een eigen software renderer
- Ingebouwde GUI-bibliotheek
- Direct te importeren meshbestanden, waaronder .obj, 3DStudio (.3ds), COLLADA (.dae), DeleD (.dmf), Milkshape (.ms3d), Quake 3-levels (.bsp), Quake2-models (.md2), DirectX (.X))
- Direct te importeren textures (Windows Bitmap (.bmp), Portable Network Graphics (.png), Adobe Photoshop (.psd), JPEG File Interchange Format (.jpg), Truevision Targa (.tga), ZSoft Painbrush (.pcx))
- Ingebouwde (basis) collisiondetectie
- Geïntegreerde XML-parser
- Opensource en gratis, de engine wordt uitgegeven onder een aangepaste versie van de zlib-licentie. Dit houdt in dat je de broncode van de software die je maakt met de Irrlicht-engine niet vrij hoeft te geven, en de engine dus kunt gebruiken voor commerciële producten.